# هوبلو
هوبلو هي شركة صناعة الساعات الفاخرة السويسرية التي تأسست في عام 1980 على يد رجل الأعمال الإيطالي كارلو كروكو، وتعمل الشركة حاليا كشركة تابعة ومملوكة بالكامل لشركة «إل في إم اتش» الفرنسية. وفي عام 1980 طرحت هوبلوت مفهوم «فيوجن» الذي أصبح خلال فترة وجيزة من أشهر الماركات العالمية الفاخرة.